# Ecnomiohyla
Ecnomiohyla (tên tiếng Anh: fringe-limbed treefrogs hay marvelous frogs) là một chi trong họ Hylidae. Chi này được lập ra năm 2005 sau xem xét lại Hylidae. Mười loài ban đầu trong chi (E. rabborum và E. sukia được phát hiện sau đó) trước đó được đặt trong Hyla. Tên Ecnomiohyla xuất phát từ tiếng Hy Lạp ecnomios ("kỳ lạ" hay "khác thường") và Hylas, bạn của Hercules.

## Các loài
Ecnomiohyla hiện gồm 12 loài, tuy có ý kiến rằng E. tuberculosa không thuộc chi này.
| Danh pháp khoa học và tác giả                                                        | Tên tiếng Anh                     |
| ------------------------------------------------------------------------------------ | --------------------------------- |
| Ecnomiohyla echinata (Duellman, 1961)                                                | Oaxacan fringe-limbed treefrog    |
| Ecnomiohyla fimbrimembra (Taylor, 1948)                                              | Heredia treefrog                  |
| Ecnomiohyla miliaria (Cope, 1886)                                                    | Cope's brown treefrog             |
| Ecnomiohyla minera (Wilson, McCranie, and Williams, 1985)                            | Guatemala treefrog                |
| Ecnomiohyla miotympanum (Cope, 1863)                                                 | Small-eared treefrog              |
| Ecnomiohyla phantasmagoria (Dunn, 1943)                                              |                                   |
| Ecnomiohyla rabborum Mendelson, Savage, Griffith, Ross, Kubicki, and Gagliardo, 2008 | Rabb's fringe-limbed treefrog     |
| Ecnomiohyla salvaje (Wilson, McCranie, and Williams, 1985)                           | Copan treefrog                    |
| Ecnomiohyla sukia Savage & Kubicki, 2010                                             |                                   |
| Ecnomiohyla thysanota (Duellman, 1966)                                               | Cerro Mali treefrog               |
| Ecnomiohyla tuberculosa (Boulenger, 1882)                                            | Canelos treefrog                  |
| Ecnomiohyla valancifer (Firschein and Smith, 1956)                                   | San Martin fringe-limbed treefrog |